# Куэйч

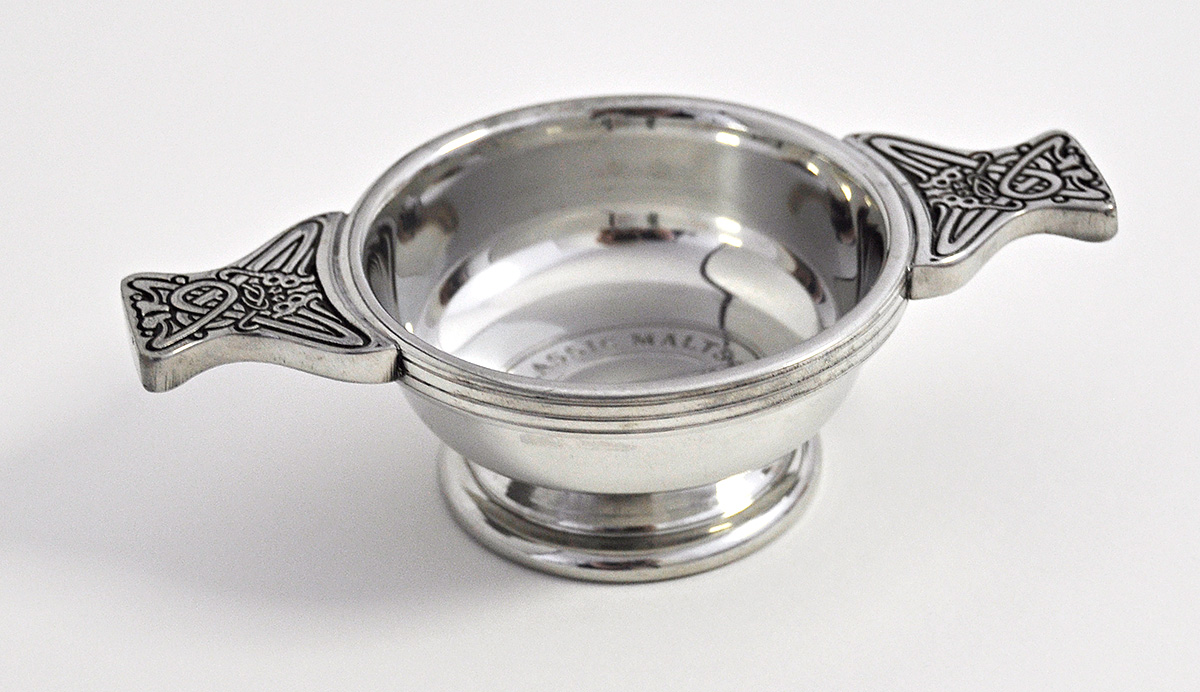
Шотландский куэйч

Куэйч (англ. quaich, /ˈkweɪx/, архаизм quaigh или quoich) — особый вид двуручной неглубокой чаши для питья в Шотландии. Название происходит от шотландского гэльского cuach, что означает чашка.
Куэйч используется для распития крепких алкогольных напитков — виски, брэнди и имеет размер от 2 до 6 дюймов (от 5 до 15 см) в диаметре. Изготавливается из металла или дерева.
Также применяется в декоративных целях и является призом в национальных спортивных соревнованиях.